# Dicranophorus facilis
Dicranophorus facilis är en hjuldjursart som beskrevs av Ludmila A. Kutikova 1985. Dicranophorus facilis ingår i släktet Dicranophorus och familjen Dicranophoridae. Inga underarter finns listade i Catalogue of Life.